# Extrakunia annadora
Extrakunia annadora là một loài bướm đêm trong họ Noctuidae.